# Chloroclystis sylleptria
Mesocolpia consobrina là một loài bướm đêm trong họ Geometridae.